# Eichhornia azurea
Eichhornia azurea là một lục bình từ Châu Mỹ, đôi khi được gọi là lục bình neo. Nó có một số lợi ích như một cây trồng thủy sinh.